# Polinago
Polinago ist eine italienische Gemeinde (comune) mit 1579 Einwohnern (Stand 31. Dezember 2023) in der Provinz Modena in der Emilia-Romagna. Die Gemeinde liegt etwa 38 Kilometer südsüdwestlich von Modena am Monte Cimone und gehört zur Comunità Montana del Frignano.

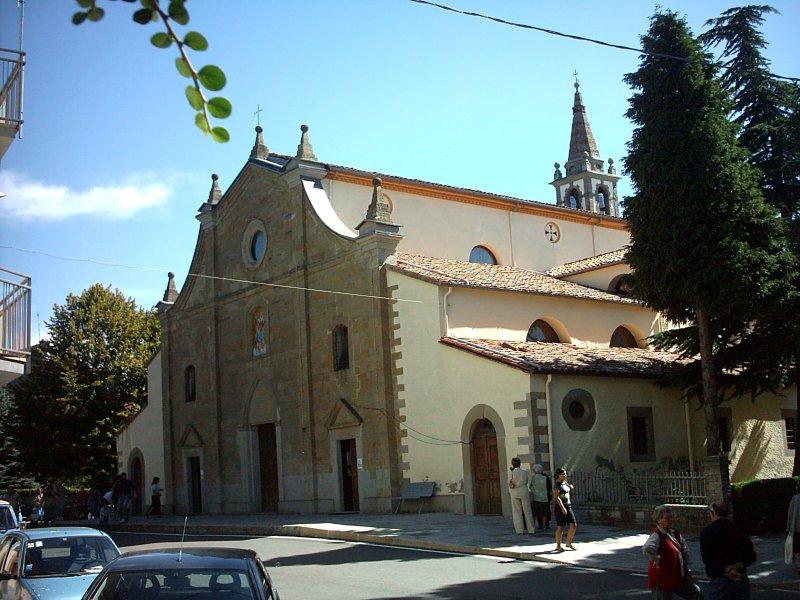
Parrocchialkirche von Polinago

## Geschichte
931 wird Polinagus erstmals urkundlich erwähnt.